# Albert Pütz (Maler)
Albert Pütz (* 1886 in Gräfrath, Landkreis Solingen; † 1961 in Düsseldorf) war ein Landschaftsmaler und Grafiker der Düsseldorfer Schule.

## Leben
Pütz besuchte das Evangelische Gymnasium in Elberfeld. Anschließend studierte er Landschaftsmalerei bei Eugen Dücker in Düsseldorf. In den Jahren 1906/1907 war er Student der Königlichen Kunstakademie und Kunstgewerbeschule in Leipzig. Dann kehrte er nach Düsseldorf zurück, wo er von 1909 bis 1961 dem Künstlerverein Malkasten angehörte sowie zeitweise in dessen Vorstand wirkte und als Vorstandsmitglied 1934 in Westermanns Monatsheften über den „Düsseldorfer ‚Malkasten‘ und seine Künstlerfeste“ schrieb. Außerdem war er Mitglied des Vereins der Düsseldorfer Künstler sowie des Reichsverbandes bildender Künstler Deutschlands.